# That's Why God Made the Radio
That's Why God Made the Radio je 29. a poslední studiové album americké skupiny The Beach Boys. Album vyšlo u příležitosti padesátého výročí od založení skupiny v červnu 2012 pod značkou Capitol Records a bylo doprovázeno koncertním turné. Jedná se o první studiové album kapely od roku 1996, kdy vyšlo album Stars and Stripes Vol. 1, a první od roku 1992 obsahující nové písně (Summer in Paradise). Nahráno bylo ve studiu Ocean Way Recording v Hollywoodu.
Umístilo se na třetí příčce hitparády Billboard 200. Kapela tak dosáhla nejlepší pozice od roku 1974, kdy se kompilace Endless Summer umístila na prvním místě, a lepší pozice se studiovým albem dosáhli naposledy se Summer Days (And Summer Nights!!) (1965), které se vyšplhalo na druhé místo.

## Seznam skladeb
| Pořadí         | Název                            | Autor                                      | Zpěvák                                              | Délka |
| -------------- | -------------------------------- | ------------------------------------------ | --------------------------------------------------- | ----- |
| 1.             | Think About the Days             | Brian Wilson, Joe Thomas                   | The Beach Boys                                      | 1:27  |
| 2.             | That's Why God Made the Radio    | Wilson, Thomas, Larry Millas, Jim Peterik  | Brian Wilson                                        | 3:19  |
| 3.             | Isn't It Time                    | Wilson, Mike Love, Thomas, Millas, Peterik | Brian Wilson, Mike Love, Al Jardine, Bruce Johnston | 3:45  |
| 4.             | Spring Vacation                  | Wilson, Love, Thomas                       | Brian Wilson, Mike Love                             | 3:06  |
| 5.             | The Private Life of Bill and Sue | Wilson, Thomas                             | Brian Wilson                                        | 4:17  |
| 6.             | Shelter                          | Wilson, Thomas                             | Brian Wilson, Jeff Foskett                          | 3:02  |
| 7.             | Daybreak Over the Ocean          | Love                                       | Mike Love                                           | 4:20  |
| 8.             | Beaches in Mind                  | Wilson, Love, Thomas                       | Mike Love                                           | 2:38  |
| 9.             | Strange World                    | Wilson, Thomas                             | Brian Wilson                                        | 3:03  |
| 10.            | From There to Back Again         | Wilson, Thomas                             | Al Jardine                                          | 3:23  |
| 11.            | Pacific Coast Highway            | Wilson, Thomas                             | Brian Wilson                                        | 1:47  |
| 12.            | Summer's Gone                    | Wilson, Jon Bon Jovi, Thomas               | Brian Wilson                                        | 4:41  |
| Celková délka: | Celková délka:                   | Celková délka:                             | Celková délka:                                      | 38:53 |

| Bonusy na japonské verzi | Bonusy na japonské verzi | Bonusy na japonské verzi | Bonusy na japonské verzi | Bonusy na japonské verzi |
| Pořadí                   | Název                    | Autor                    | Zpěvák                   | Délka                    |
| ------------------------ | ------------------------ | ------------------------ | ------------------------ | ------------------------ |
| 13.                      | Do It Again (verze 2012) | Brian Wilson, Mike Love  | Mike Love                | 2:57                     |

## Obsazení

### The Beach Boys
- Al Jardine – zpěv, whistle (10)
- Bruce Johnston – zpěv
- Mike Love – zpěv
- David Marks – kytara, doprovodné vokály
- Brian Wilson – zpěv

### Ostatní hudebníci
- Jeffrey Foskett – zpěv, akustická kytara (2, 4, 5, 6), snaps (5)
- Joe Thomas – klavír (1, 11, 12), cembalo (6), varhany (8), snaps (5), tack piano (12)
- Tom Bukovac – kytara (2, 4, 6, 10), akustická kytara (5, 12)
- Michael Rhodes – baskytara (2, 4, 9, 10, 12)
- Probyn Gregory – francouzský roh (1, 6, 11, 12), banjo (5), akustická kytara (5, 8), pozoun (6)
- Scott Bennett – vibrafon (1, 5, 12), varhany (2, 4, 8), clavinet (4, 8)
- Nelson Bragg – tympány (5), perkuse (5, 6, 9, 11, 12)
- John Hobbs – klavír (2, 5), tack piano (6, 9, 10)
- Paul Mertens – barytonsaxofon (5), aranžmá smyčců (9, 10, 11), fllétna (10, 11, 12)
- John Cowsill – bicí (5, 8), snaps (5)
- Chad Cromwell – bicí (2, 4, 9)
- Brett Simons – baskytara (5, 8, 12)
- Nick Walusko – kytara (2, 4, 12)
- Jim Riley – kytara (4, 8)
- Jeff Baxter – elektrická kytara (4, 8)
- Darian Sahanaja – vibrafon (2, 5)
- Joel Deroulin – housle (10, 11)
- Sharon Jackson – housle (10, 11)
- Peter Kent – housle (10, 11)
- John Wittenberg – housle (10, 11)
- Songa Lee – housle (10, 11)
- Julie Rogers – housle (10, 11)
- Alisha Bauer – violoncello (10, 11)
- Vanessa Freebarin-Smith – violoncello (10, 11)
- Nick Rowe – kytara (2)
- Larry Millas – baskytara (3)
- Jim Peterik – ukulele a perkuse (3)
- Jessica Bish – snaps (5)
- Skip Masters – moderátor rádia (5)
- Scott Totten – akustická a elektrická kytara (7)
- Curt Bisquera – bicí (7)
- Cliff Hugo – baskytara (7)
- Adrian Baker – zpěv (7)
- Christian Love – zpěv (7)
- Hayleigh Love – zpěv (7)
- Paul Fauerso – aranžmá (7)
- Gary Griffin – akordeon (9)
- Eddie Bayers – bicí (12)
- Chris Bleth – hoboj (12)
- David Stone – akustický kontrabas (12)